# Gimnetes
Los gimnetes o gymnetes (en griego: γυμνῆτες) eran una clase de esclavos o siervos públicos en Argos, equivalente a los ilotas de los espartanos y a los penestes de Tesalia. Como resultado de la disminución gradual de los ciudadanos de Argos por la derrota que sufrieron ante los espartanos en Sepea, estos siervos tuvieron que participar en la defensa, junto a mujeres, ancianos y niños, de las murallas de Argos y posteriormente se convirtieron en hombres libres y tomaron el poder en la polis. Sin embargo la siguiente generación de argivos (los hijos de los hombres muertos en 494 a. C.) logró expulsar a los gimnetes de la ciudad. Entonces tomaron posesión de la vecina ciudad de Tirinto por la fuerza y, después de un periodo de relaciones cordiales, trataron de recuperar en una guerra la ciudad de Argos, pero fracasaron.
El nombre de gimnes (γυμνής) o gimnetes (γυμνήτης) significa «desnudo».